# 固结纪
固结纪（Statherian，符号PP4）是地质时代中的一个纪，开始于同位素年龄1800±0百万年(Ma)，结束于1600±0Ma。
固结纪期间蓝藻、细菌繁盛。
固结纪属于前寒武纪元古宙古元古代；固结纪的上一纪为造山纪，下一纪为盖层纪。